# Gare de Saint-Junien
La gare de Saint-Junien est une gare ferroviaire française de la commune de Saint-Junien, dans le département de la Haute-Vienne.

## Situation ferroviaire
Établie à 180 mètres d'altitude, la gare de Saint-Junien est située au point kilométrique (PK) 439,032 de la ligne de Limoges-Bénédictins à Angoulême, entre les gares de Saint-Brice-sur-Vienne et de Saillat - Chassenon.

## Histoire
En 2022, selon les estimations de la SNCF, la fréquentation annuelle de la gare était de 39 054 voyageurs contre 22 353 voyageurs en 2019.

## Service des voyageurs

### Accueil
La gare possède un guichet ouvert et d’un hall de gare chauffé ouvert du lundi au vendredi. Il n’y a pas de distributeurs de titres de transport TER. Un espace d’attente sur les quais permet aux voyageurs de s’abriter.
La gare est accessible aux personnes à mobilité réduite grâce aux services « accès plus » et « accès TER ».

### Desserte
La gare est desservie par les trains du réseau TER Nouvelle-Aquitaine circulant entre les gares de Limoges et de Saint-Junien ou Saillat - Chassenon depuis la fermeture de la ligne en mars 2018 entre Angoulême et Saillat - Chassenon. Elle est reliée à Limoges en 30 à 40 minutes.

### Intermodalité
Il n’y a aucun moyen de transport en intermodalité avec la gare.
La gare possède un parc à vélo, un parking gratuit avec des places pour personnes à mobilité réduite.